# Vênus Pudica

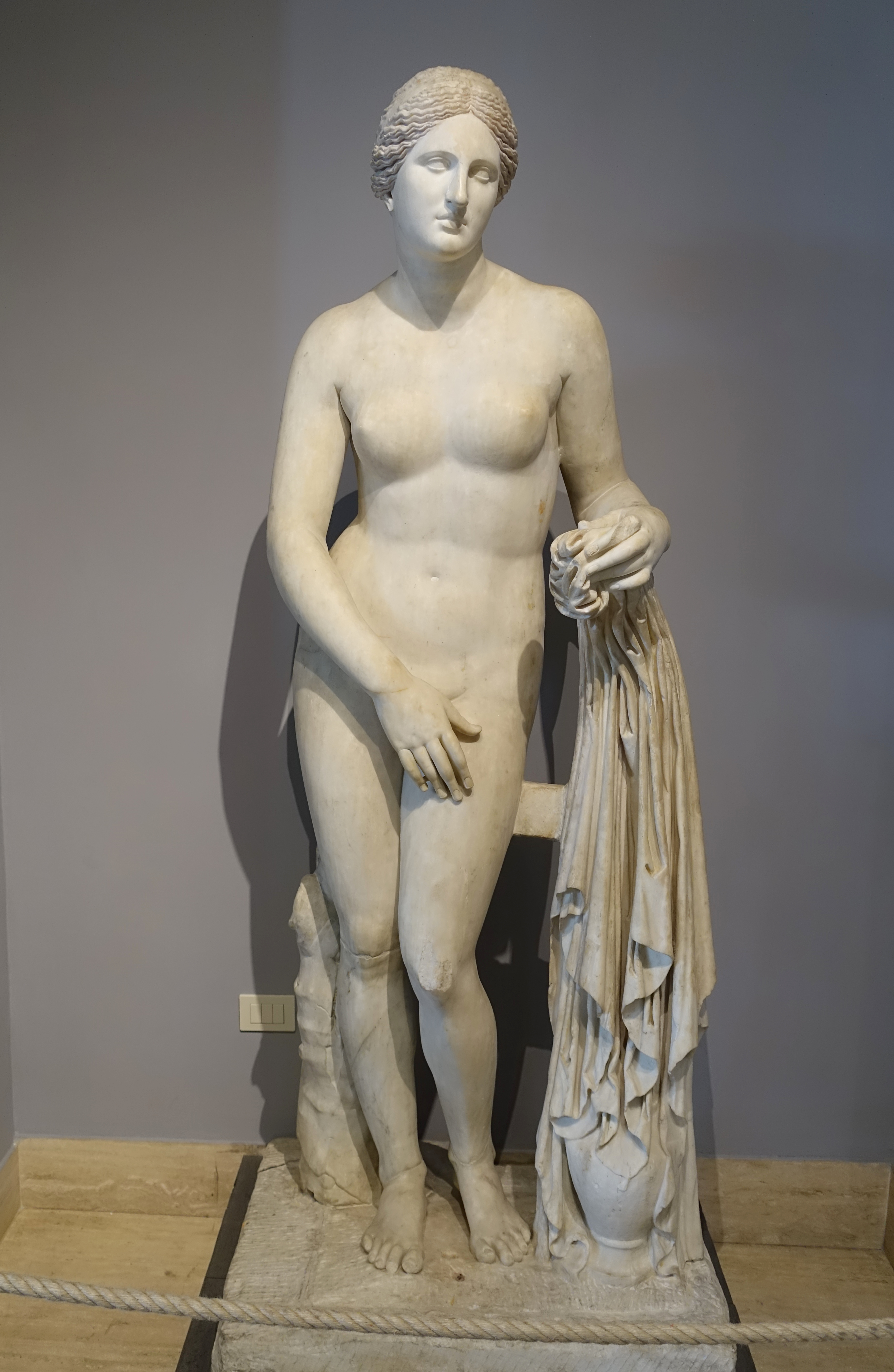
A Afrodite Belvedere, cópia romana da Afrodite de Cnido

Afrodite Pudica é um tipo de representação da deusa grega Afrodite que se tornou extremamente popular na arte do Ocidente. O nome é mais usual na bibliografia em sua versão romanizada de Vênus Pudica, significando "Vênus modesta". O apelido deriva da postura da deusa, representada nua, mas com um braço ou mão cobrindo os seios e outro o púbis, ou apenas uma mão cobrindo o púbis. 
O protótipo do tipo é a escultura Afrodite de Cnido do mestre grego Praxíteles, que foi o primeiro nu feminino completo em tamanho natural na tradição da arte grega. Criada em torno de 364-361 a.C., representou o ápice da carreira do artista, e permanece como sua obra mais famosa e uma das mais icônicas da tradição clássica. A deusa foi representada toda nua, a sair de seu banho, segurando um manto com a mão esquerda e cobrindo a genitália com a mão direita, e parece reproduzir a passagem de seu mito onde Afrodite se banha antes de se mostrar para o julgamento de Páris.
Sua nudez não deixou de causar algum escândalo. Até seu aparecimento a nudez total só era aceitável na representação masculina. Antonio Corso observou que é provável que o artista se baseasse em tradições gregas, documentadas em várias fontes, de que o banho era uma forma de purificação e de que as paixões poderiam ser regeneradas após a visão da beleza transcendente e absoluta, voltando-as para um amor mais elevado e dignificante. A escultura foi posta à venda junto com uma versão vestida. A nua foi rejeitada pela cidade de Kos por ser considerada indecorosa, sendo então adquirida pela cidade de Cnido, de onde vem seu nome. Há registros de polêmicas na Antiguidade acusando a obra de ultrajar a dignidade dos deuses e despertar desejos lascivos nos espectadores, e segundo alguns relatos jovens efetivamente chegaram a tocá-la ou mesmo copular com a estátua. Segundo Jennifer Mally, a obra de Praxíteles representou "o ponto culminante das visões em relação às mulheres expressas na mitologia e filosofia gregas antigas. A mitologia grega freqüentemente retratou as mulheres como sexualmente tentadoras, vulneráveis e objetificadas". Filósofos da escola platônica se preocuparam que obras como a Afrodite de Cnido acabassem por rebaixar o nível moral dos cidadãos em vez de elevá-lo, explorando suas fraquezas animais e o puro prazer em vez de incentivar suas virtudes de caráter e iluminar seu espírito, como em sua opinião a boa arte deveria fazer.
A despeito de ocasionais protestos, a obra imediatamente despertou a mais viva admiração geral. Sua beleza foi louvada nos mais altos termos, e mais de um comentador disse que Praxíteles devia ter visto a deusa em pessoa para poder criar uma imagem tão excelsa. Sua fama se espalhou pelo mundo grego, e multidões vinham de lugares próximos e distantes apenas para conhecê-la. O original da Afrodite de Cnido se perdeu, mas foi copiado múltiplas vezes em tamanho natural, e sua imagem foi reproduzida em moedas, estatuetas, pinturas e outros meios, tornando-se o modelo formal mais imitado na Antiguidade até a ascensão do Cristianismo, sobrevivendo um grande número de cópias. A partir do período helenístico o aspecto narrativo da composição foi frequentemente neutralizado, removendo-se o manto e o vaso e expondo apenas o corpo da deusa, introduzindo-se também a variante com um braço elevado a proteger os seios.

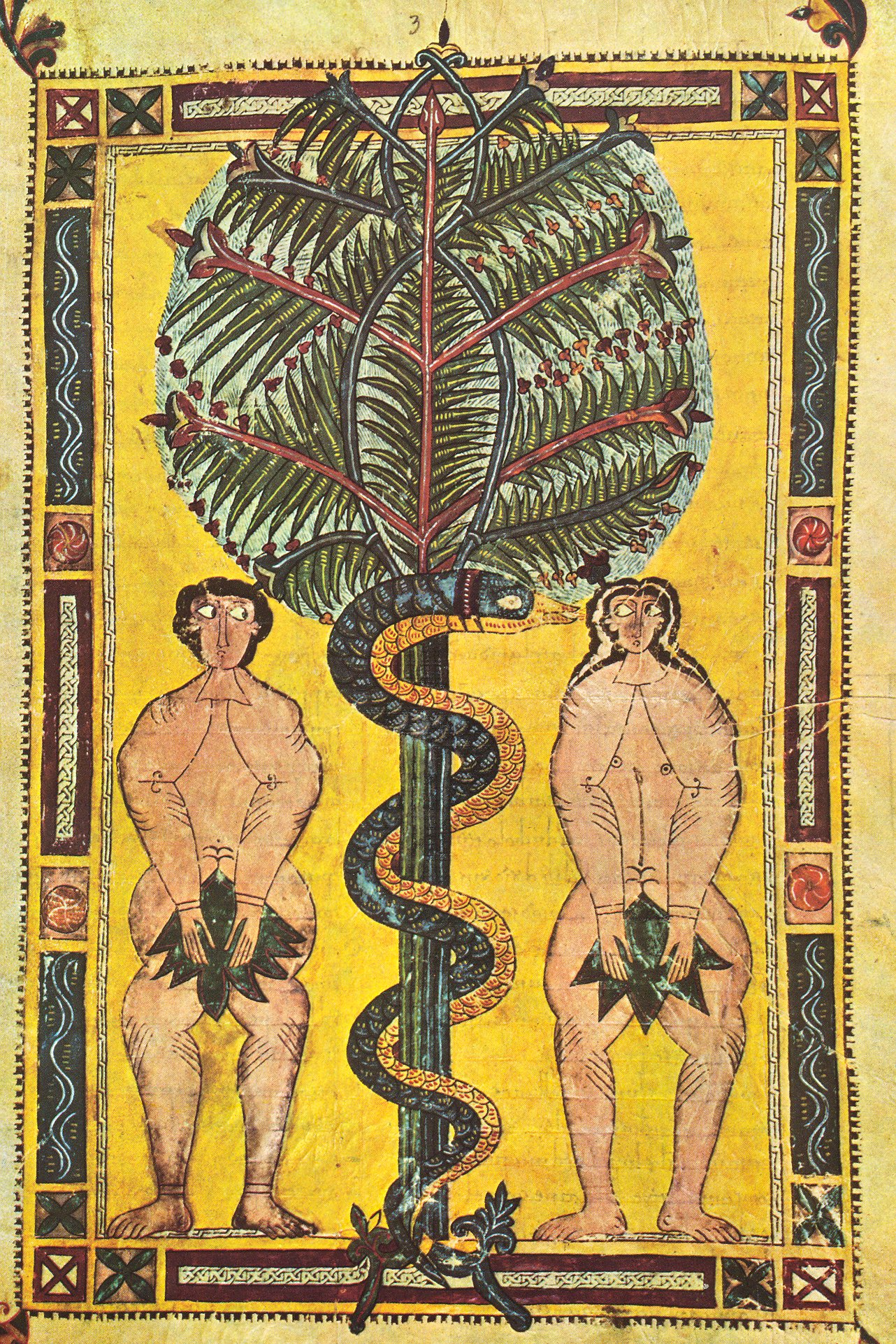
A tentação de Adão e Eva, iluminura do século X, mostrando os progenitores da humanidade a esconder o sexo

A Afrodite de Cnido deu origem a uma grande família tipológica, com muitas variantes. Segundo Corso, as variantes se dividem em dois grandes grupos, um que tem seu protótipo na Afrodite Belvedere, e outro na Afrodite Colonna. A Belvedere se aproxima mais das formas documentadas em moedas de Cnido, e por isso é considerada mais fiel ao original. Mas nem sempre é fácil distinguir a que subtipo pertencem os exemplos individuais, variando significativamente a posição dos braços e das mãos, do torso, da cabeça e os detalhes ornamentais. Alguns exemplos famosos são a Afrodite de Menofanto, a Vênus Capitolina, a Vênus de Médici e a Vênus do Campo Iemini.
Além dessas variantes esculturais, que produziram larga descendência, a tipologia da Pudica originou uma tradição igualmente prolífica na pintura e em outras artes visuais. Mesmo na Idade Média, quando o nu entrou em um período de obscurecimento generalizado, a ideia básica da ocultação, se não a postura clássica típica, foi adotada muitas vezes para a representação de Eva, mostrada nua a esconder a genitália para enfatizar sua vulnerabilidade, seu pecado e sua vergonha.
A dignidade do nu foi recuperada no Renascimento, quando os ideais clássicos estavam novamente em alta. Nesta época a nudez foi associada pelos humanistas neoplatônicos aos conceitos de verdade, justiça e amor casto, embora não ficasse imune a conotações eróticas, que desencadeavam a condenação dos moralistas e da Igreja, especialmente quando se referiam ao corpo da mulher. O primeiro nu feminino em grande escala desde os tempos clássicos, e um dos exemplos mais notórios da Vênus Pudica na arte do Renascimento é O Nascimento de Vênus de Botticelli, que se tornou hoje um ícone popular, e que guarda uma notável semelhança com a Vênus de Médici, na época em posse de Lourenço, o Magnífico, governante de Florença, para quem Boticelli trabalhava, sendo provavelmente seu modelo inspirador mais direto.

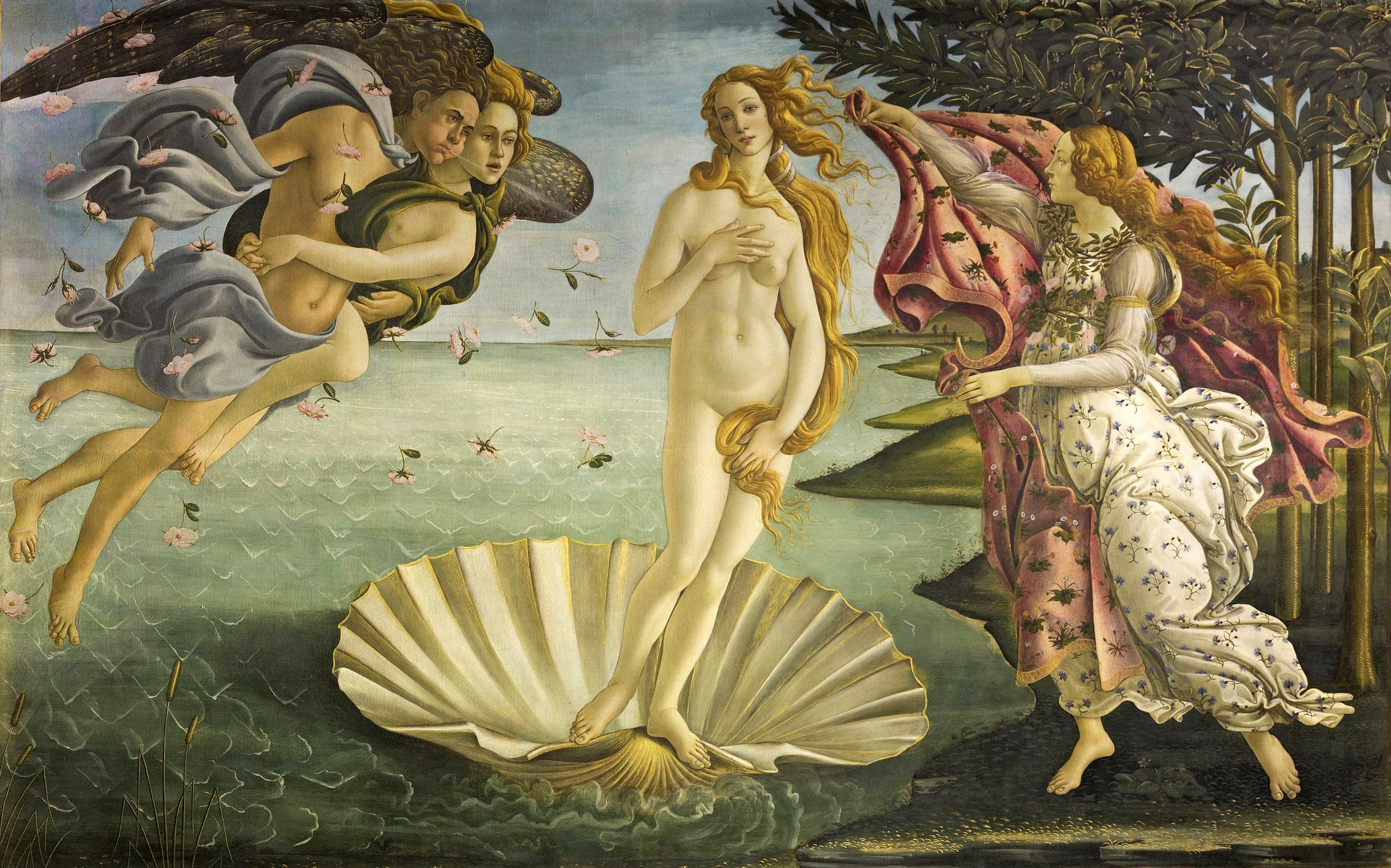
O Nascimento de Vênus de Botticelli

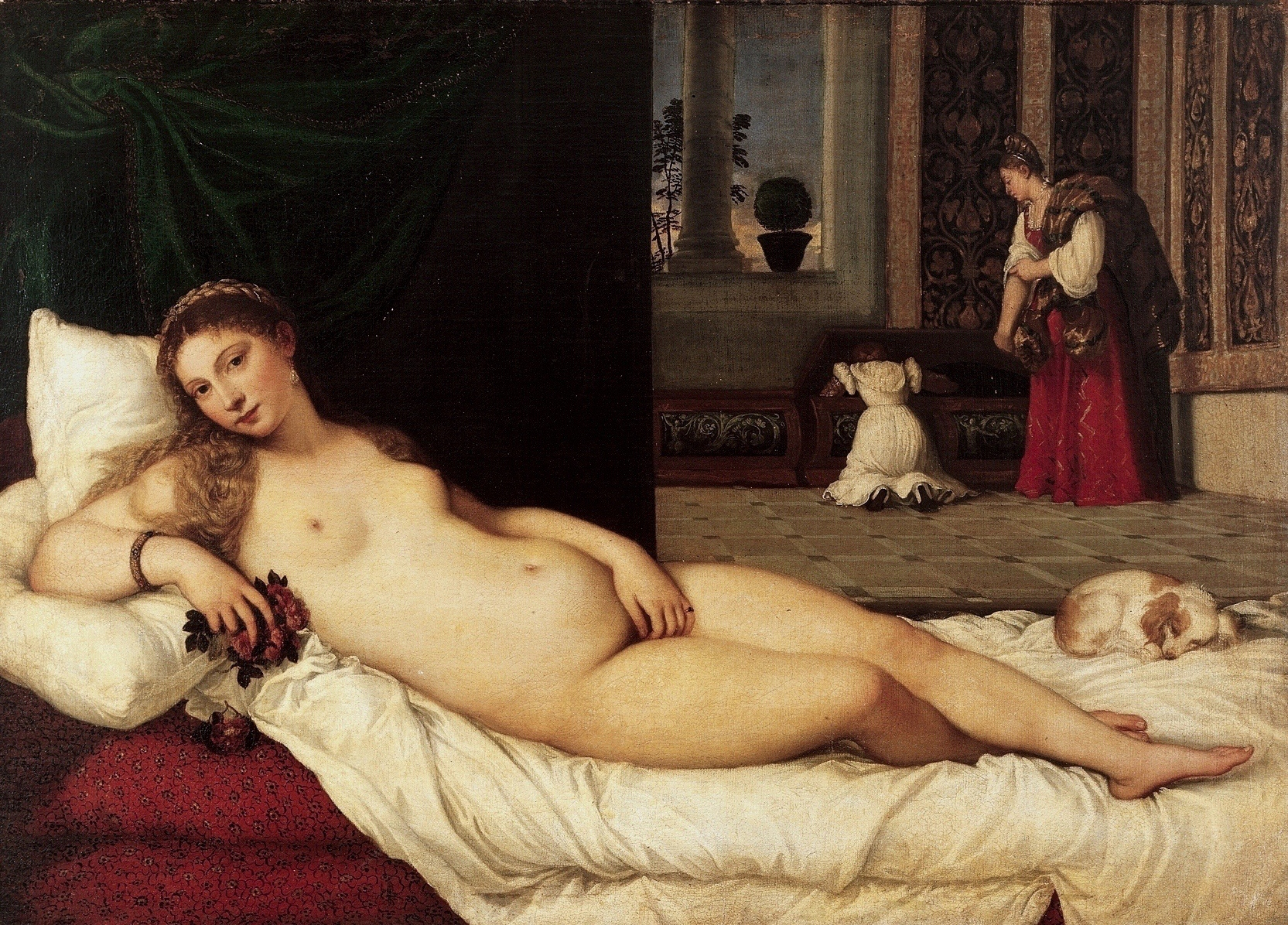
A Vênus de Urbino de Ticiano

Enquanto que O Nascimento de Vênus mostra uma deusa impassível e quase marmórea, tendo o artista se esforçado para sublimar o principio amoroso que Vênus encarna para longe da esfera do erotismo e do drama humanos e torná-lo inofensivo, esse erotismo permanecia pelo menos em estado latente, e toda essa questão sempre causou atritos e polêmicas, especialmente considerando que por séculos a nudez fora entendida como vergonhosa e degradante, aparecendo na arte muitas vezes para enfatizar a humilhação do corpo. Bem diferente foi a reação para com outras produções renascentistas como a Vênus adormecida de Giorgione e a Vênus de Urbino, de Ticiano, que inauguraram o modelo da Pudica deitada, e cuja recepção critica desde o início foi altamente polêmica e ambígua em termos morais.
O modelo da Pudica em suas múltiplas variantes permaneceu um dos mais populares tipos artísticos pelos séculos seguintes, e chegou de fato a desencadear uma reversão no campo da nudez artística. Se até o fim da Antiguidade Clássica o corpo masculino foi o centro das atenções dos artistas, a partir do Renascimento lentamente o corpo da mulher veio a se tornar o modelo favorito. Van Eyck, Bosch, Cranach, Rembrandt, Rubens, Renoir, Manet, Matisse, Valadon e Picasso, apenas para nomear alguns artistas importantes, deixaram suas interpretações da Vênus Pudica, ao lado de uma multidão incontável de artistas menores e outros anônimos, eruditos e populares, continuando a tradição até os dias de hoje.
Nas últimas décadas o tema passou a receber especial atenção nos estudos feministas, explorando as relações entre as representações do corpo nu da mulher e as estruturas de poder, os costumes, a sexualidade, a nudez, a tradição, o comércio sexual, o fetichismo, o patriarcado e os revivalismos clássicos, entre outros aspectos. É significativo que a recepção crítica antiga e pós-antiga da Vênus Pudica tenha sido marcada pela contaminação entre sua apreciação como uma obra de arte e como objeto de desejo. Para Nanette Salomon, "as condições de desejabilidade apresentadas na criação de Praxtíteles lançam luz sobre sua duradoura popularidade como um protótipo da construção da mulher na arte europeia como uma perpétua vítima de estupro. […] Praxíteles criou uma deusa vulnerável em sua exposição, cuja definição primária é a de alguém que não deseja ser visto. De fato, ser visto inegavelmente corresponde a ser violado. Praxíteles instalou em nós muito mais do que o olhar controlador do macho. Ele transformou o observador em um voyeur. […] A presença endêmica desta pose se tornou tão normalizada, tão 'natural', que passou a ser invisível ou transparente. Se a Pudica significa alguma coisa, é que ela encarna a estética 'elevada' ou a própria noção de arte do Ocidente. Não por acaso ela se tornou a pose 'clássica' por excelência, adotada como um modelo nas academias, e representada como tal em inúmeras pinturas e gravuras acadêmicas. Através dos efeitos combinados da incessante repetição e do aparato artístico-histórico que a sustenta, as conotações da Pudica podem alcançar as profundezas de nossas identidades sexuais".

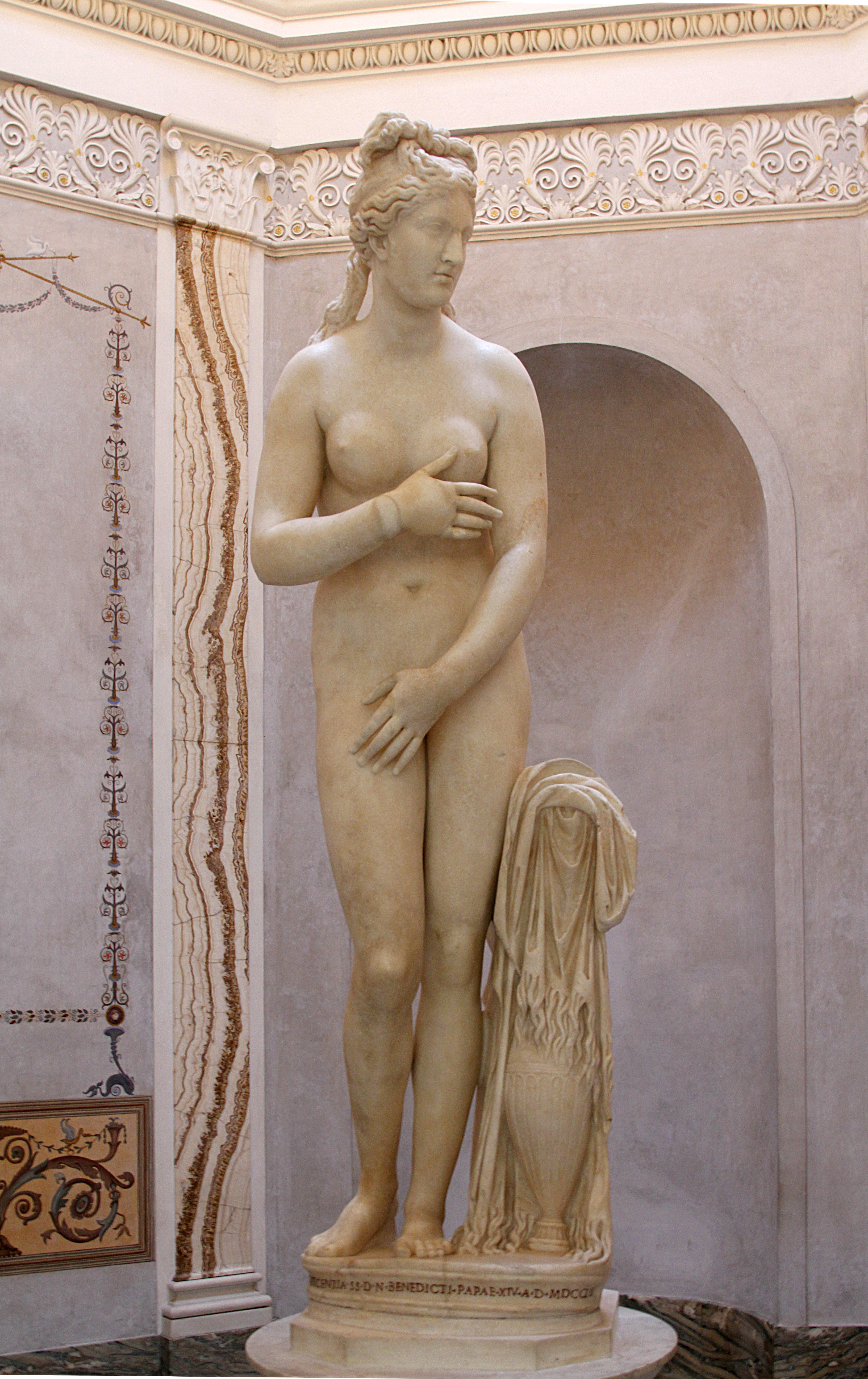
A Vênus Capitolina.
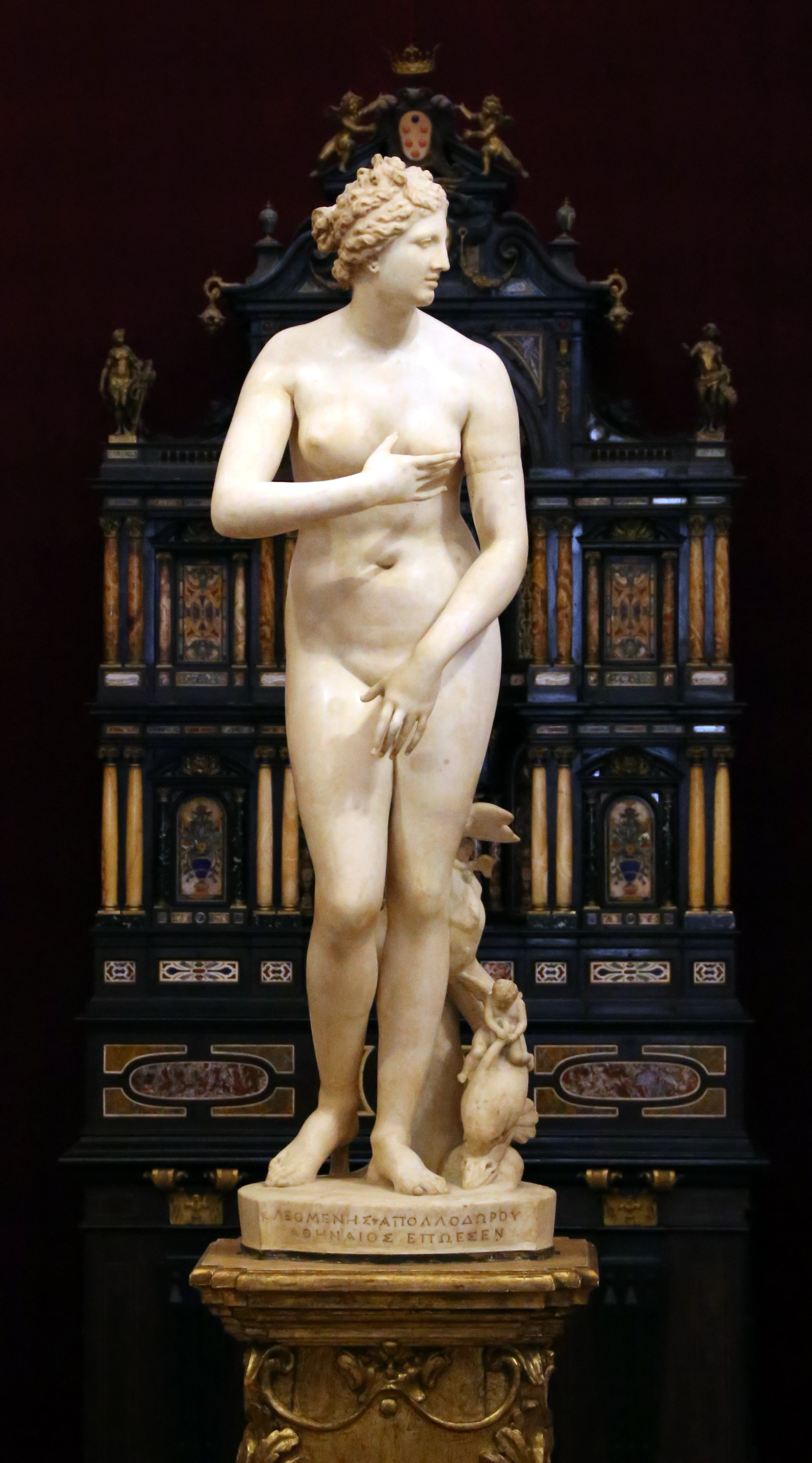
A Vênus de Médici.
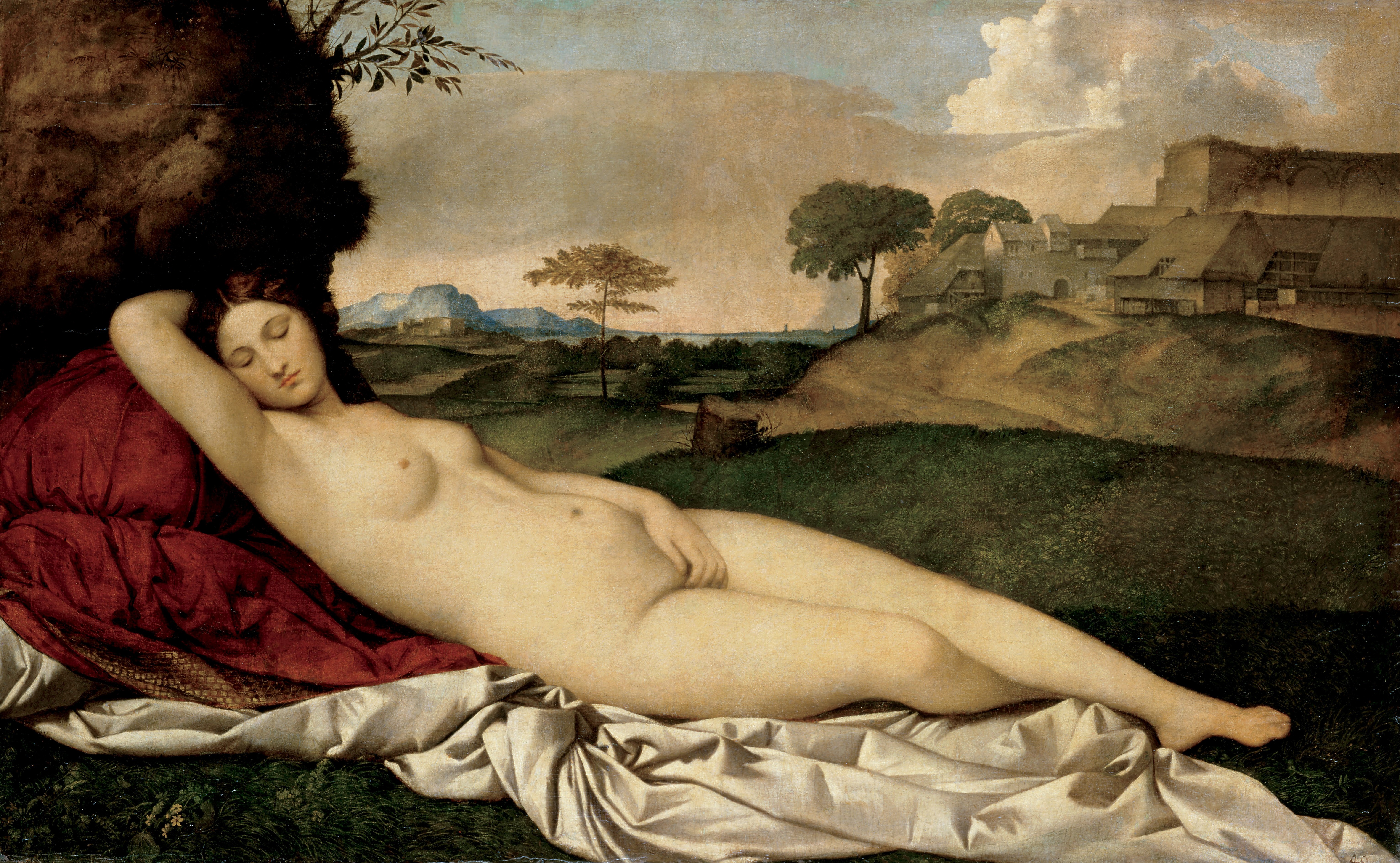
Vênus adormecida de Giorgione.
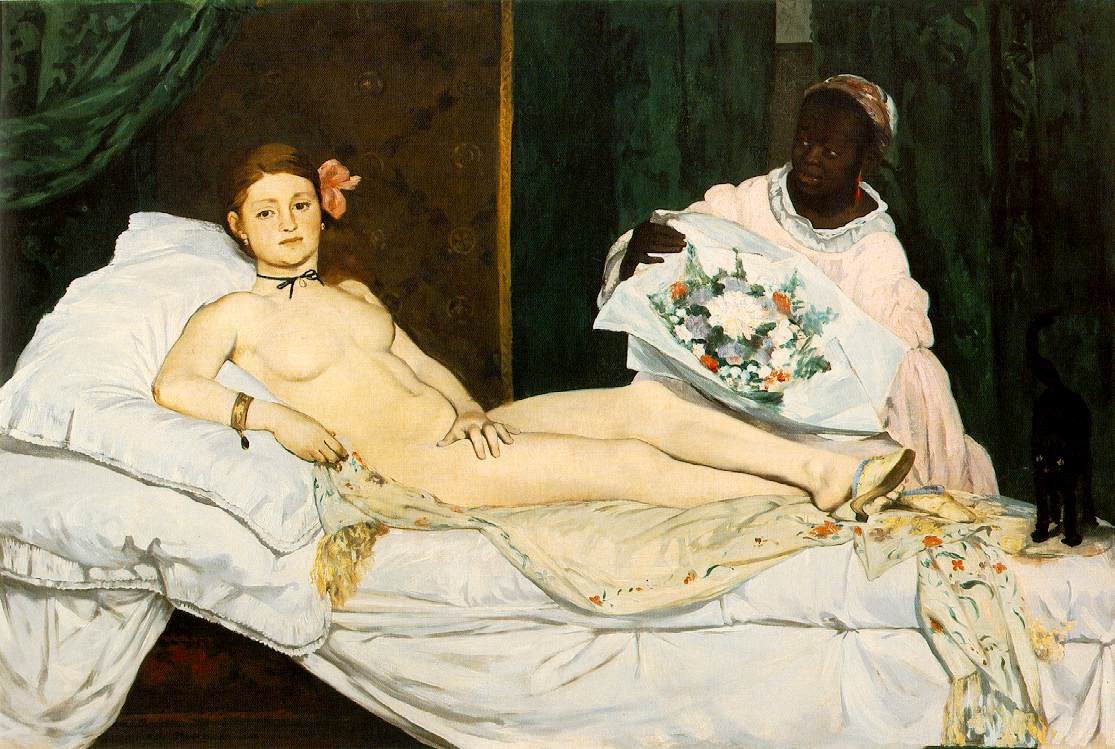
Olympia de Manet.